# به‌آهستگی
به‌آهستگی، دومین فیلم بلند مازیار میری پس از فیلم قطعه ناتمام است که فیلمنامه آن را پرویز شهبازی نوشته است. به‌آهستگی در بخش مسابقه سینمای ایران و مسابقه سینمای بین‌الملل بیست و چهارمین جشنواره فیلم فجر شرکت کرد و نامزد دریافت سیمرغ بلورین در پنج رشته شد و توانست این جایزه را در دو رشته بهترین فیلم جشنواره سینمای بین‌الملل و بهترین بازیگر مرد (محمدرضا فروتن) بگیرد. این فیلم در خرداد ماه سال ۱۳۸۵ در سینماهای تهران به نمایش درآمد.

## داستان
محمود، کارگر جوش‌کار خط‌های راه‌آهن در جنوب ایران، با تماس تلفنی می‌فهمد که پری همسرش منزل را ترک کرده است. همه شواهد نشان از خیانت پری دارد، اما مرز بین داوری و باور، محمود را وادار به جستجو می‌کند.

## بازیگران
1. محمدرضا فروتن
2. نیلوفر خوش‌خلق
3. حسن پورشیرازی
4. مریم بوبانی
5. مهران رجبی
6. شاهرخ فروتنیان
7. علیرضا اوسیوند
8. احمد ساعتچیان

## جایزه‌ها
1. برنده سیمرغ بلورین بهترین فیلم (مازیار میری) دوره ۲۴ جشنواره فیلم فجر (بخش مسابقه بین‌الملل) ۱۳۸۴
2. نامزد سیمرغ بلورین بهترین فیلم دوم (مازیار میری) دوره ۲۴ جشنواره فیلم فجر (بخش فیلم‌های اول و دوم) ۱۳۸۴
3. برنده سیمرغ بلورین بهترین بازیگر مرد (محمدرضا فروتن) دوره ۲۴ جشنواره فیلم فجر (بخش مسابقه بین‌الملل) ۱۳۸۴
4. نامزد سیمرغ بلورین بهترین بازیگر نقش مکمل مرد (حسن پورشیرازی) دوره ۲۴ جشنواره فیلم فجر (بخش مسابقه سینمای ایران) ۱۳۸۴
5. برنده دیپلم افتخار بهترین فیلمنامه (پرویز شهبازی) دوره ۲۴ جشنواره فیلم فجر (بخش مسابقه سینمای ایران) ۱۳۸۴
6. جایزهٔ نخست بیستمین جشنوارهٔ فیلم فرایبورگ ۱۳۸۵
7. جایزه هیئت داوران فیپرشی (فدراسیون بین‌المللی منتقدان فیلم) ۱۳۸۵